# László Répási
László Répási (né le 23 mars 1966 à Budapest en Hongrie) est un joueur de football hongrois, qui évoluait au poste d'attaquant, et qui est désormais entraîneur.

## Biographie

### Club
Durant sa carrière de joueur, il remporte un championnat hongrois (Borsodi Liga) avec le club du Dunakanyar-Vác FC et devient le meilleur buteur du championnat hongrois avec le même club (en 1993) puis du championnat malaisien avec son club du Perak FA. À l'étranger, il joue également au Portugal, en Autriche et en Malaisie.
Il évoluait en tant qu'avant-centre, mais se sentait également à l'aise en tant que gardien de but.

### Sélection
Du côté de la sélection, il ne joue qu'un seul match international avec l'équipe de Hongrie, en 1993.

## Palmarès
- Meilleur buteur du Championnat de Hongrie 1993 avec Dunakanyar-Vác (16 buts)
- Meilleur buteur du Championnat de Malaisie 1997 avec Perak FA (19 buts)